# 샤니야즈 칸
샤니야즈 칸(러시아어: Шахнияз-хан, 1702년 사망)은 21번째 히바 칸국의 칸이자 1698년부터 1702년까지 화레즘과 히바 지역을 통치한 사람이다.
조쉬 칸의 아들인 샤니야즈 칸은 1698년 페르시아 군대를 물리치고 화레즘을 회복했다. 또한, 몇몇 투르크멘 부족과의 전쟁에서 승리를 얻고 하라즈라고 부르는 일종의 토지세를 바치도록 했다. 샤니야즈 칸의 명령으로 히바의 시인인 마흐무드 파흐라반의 무덤을 만들도록 했다. 그는 1702년 사망했다. 이후 그의 아들인 샤흐바트 칸이 집권하게 되었다.

## 참고 문헌
- (러시아어) Гулямов Я. Г., История орошения Хорезма с древнейших времен до наших дней. Ташкент. 1957
- (러시아어) Жуковский С. В. Сношения России с Бухарой и Хивой за последнее трехсотлетие. Петроград, 1915
- (러시아어) История Узбекистана. Т.3. Т.,1993.
- (러시아어) История Узбекистана в источниках. Составитель Б. В. Лунин. Ташкент, 1990
- (러시아어) История Хорезма. Под редакцией И. М. Муминова. Ташкент, 1976
- (러시아어) Firdaws al-iqbal. History of Khorezm by Shir Muhammad Mirab Munis and Muhammad Riza Mirab Aghahi. Translated from Chaghatay and annotated by Yuri Bregel. Brill, 1999

| 전임 발리 칸 | 제21대 히바 칸국의 칸 1698년 ~ 1702년 | 후임 샤흐바트 칸 |